# Amtsgericht Deutsch Eylau
Das Amtsgericht Deutsch Eylau war ein preußisches Amtsgericht mit Sitz in Deutsch Eylau.

## Geschichte
In Deutsch Eylau bestand von 1849 bis 1879 die Gerichtskommission Deutsch Eylau des Kreisgerichts Rosenberg. Das königlich preußische Amtsgericht Deutsch Eylau wurde mit Wirkung zum 1. Oktober 1879 als eines von acht Amtsgerichten im Bezirk des Landgerichtes Elbing im Bezirk des Oberlandesgerichtes Marienwerder gebildet. Der Sitz des Gerichtes war Deutsch Eylau. Sein Gerichtsbezirk umfasste aus dem Kreis Rosenberg in Westpreußen die Stadtbezirke Bischofswerder und Deutsch Eylau und die Amtsbezirke Freudenthal, Herzogswalde, Raudnitz, Stenkendorf, Stein und Tillwalde sowie Teile der Amtsbezirke Gulbien, Peterwitz, Stangenwalde und Peterkau. Am Gericht bestanden 1880 zwei Richterstellen. Das Amtsgericht war damit ein mittelgroßes Amtsgericht im Landgerichtsbezirk. Gerichtstage wurden in Bischofswerder gehalten. Mit Wirkung zum 1. Januar 1943 wurde das Landgericht Marienwerder gebildet und diesem das Amtsgericht Deutsch Eylau zugeordnet.
Im Jahre 1945 wurde der Amtsgerichtsbezirk unter polnische Verwaltung gestellt, und die deutschen Einwohner wurden vertrieben. Damit endete auch die Geschichte des Amtsgerichtes Deutsch Eylau. Unter polnischer Verwaltung entstand das Sąd Rejonowy w Iławie (1950–1975: Sąd Powiatowy w Iławie).